# Euphorbia lathyris

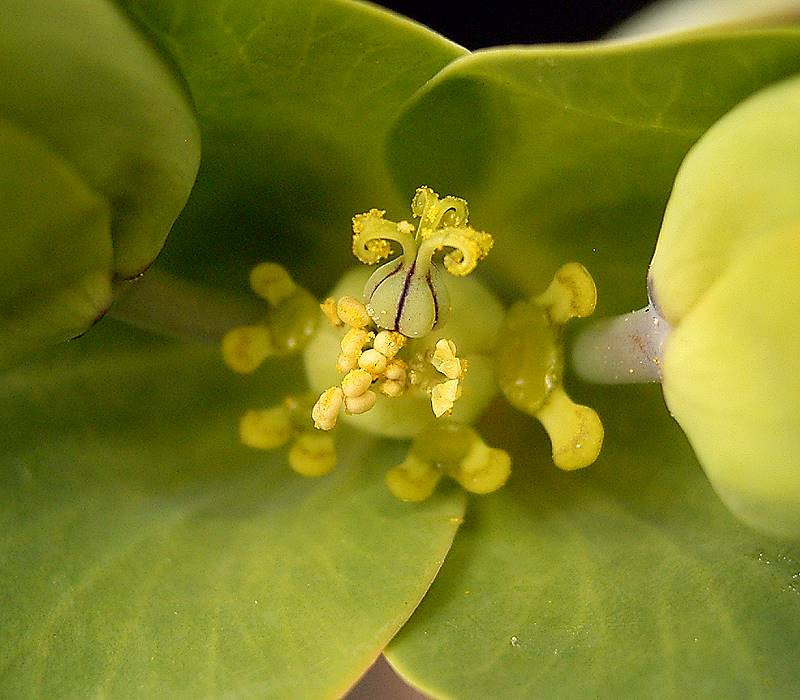
Euphorbia lathyris.

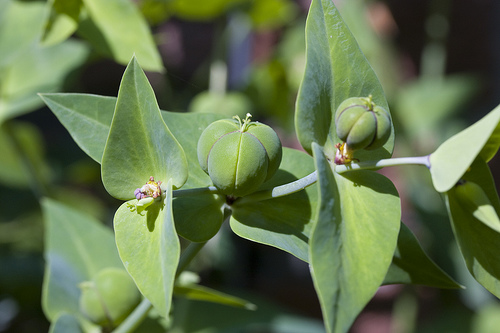
Euphorbia lathyris.

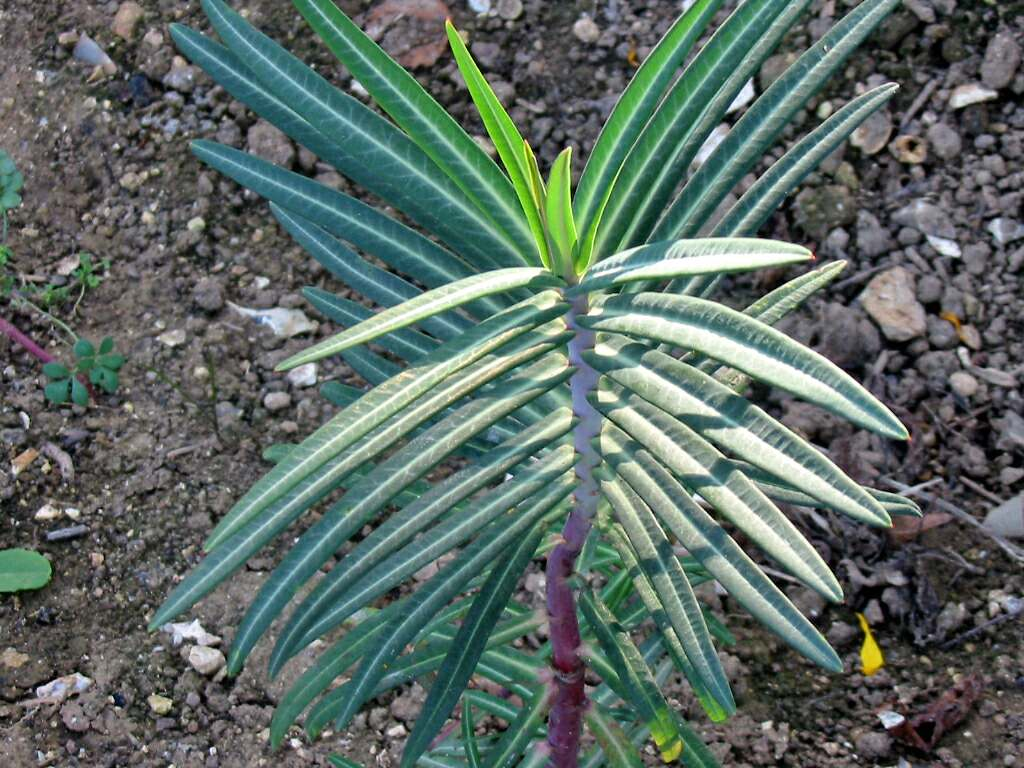
Hojas.

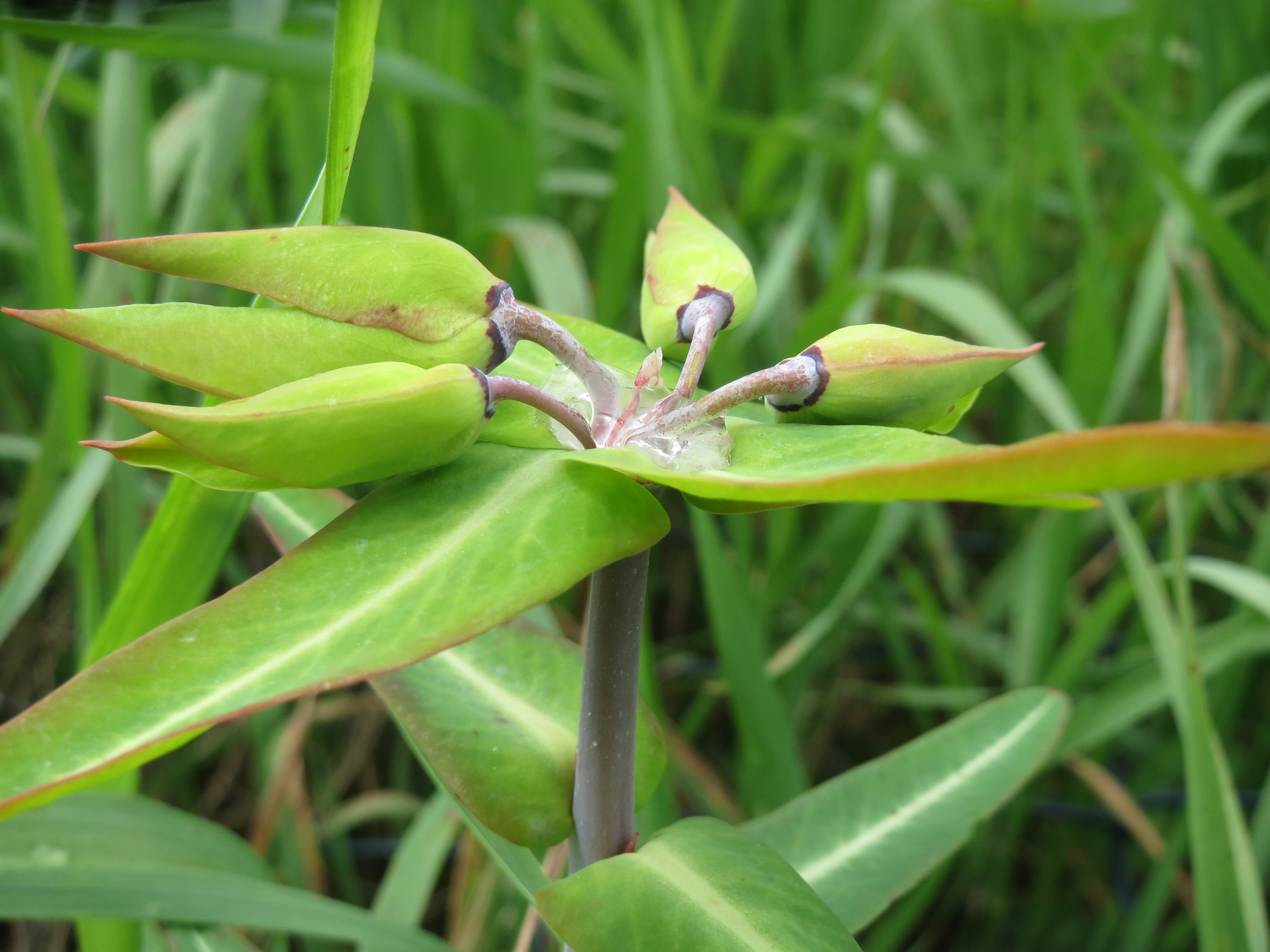

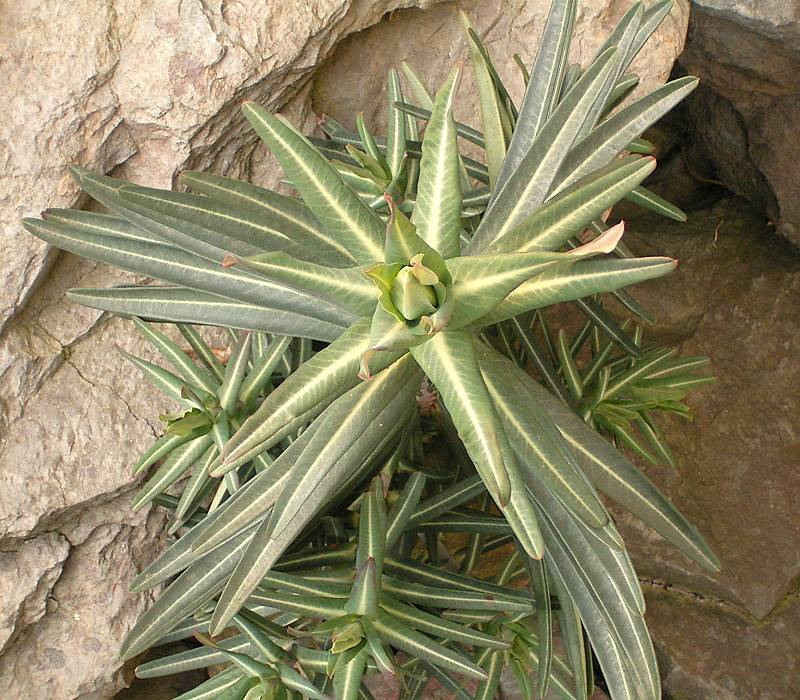
Hojas.

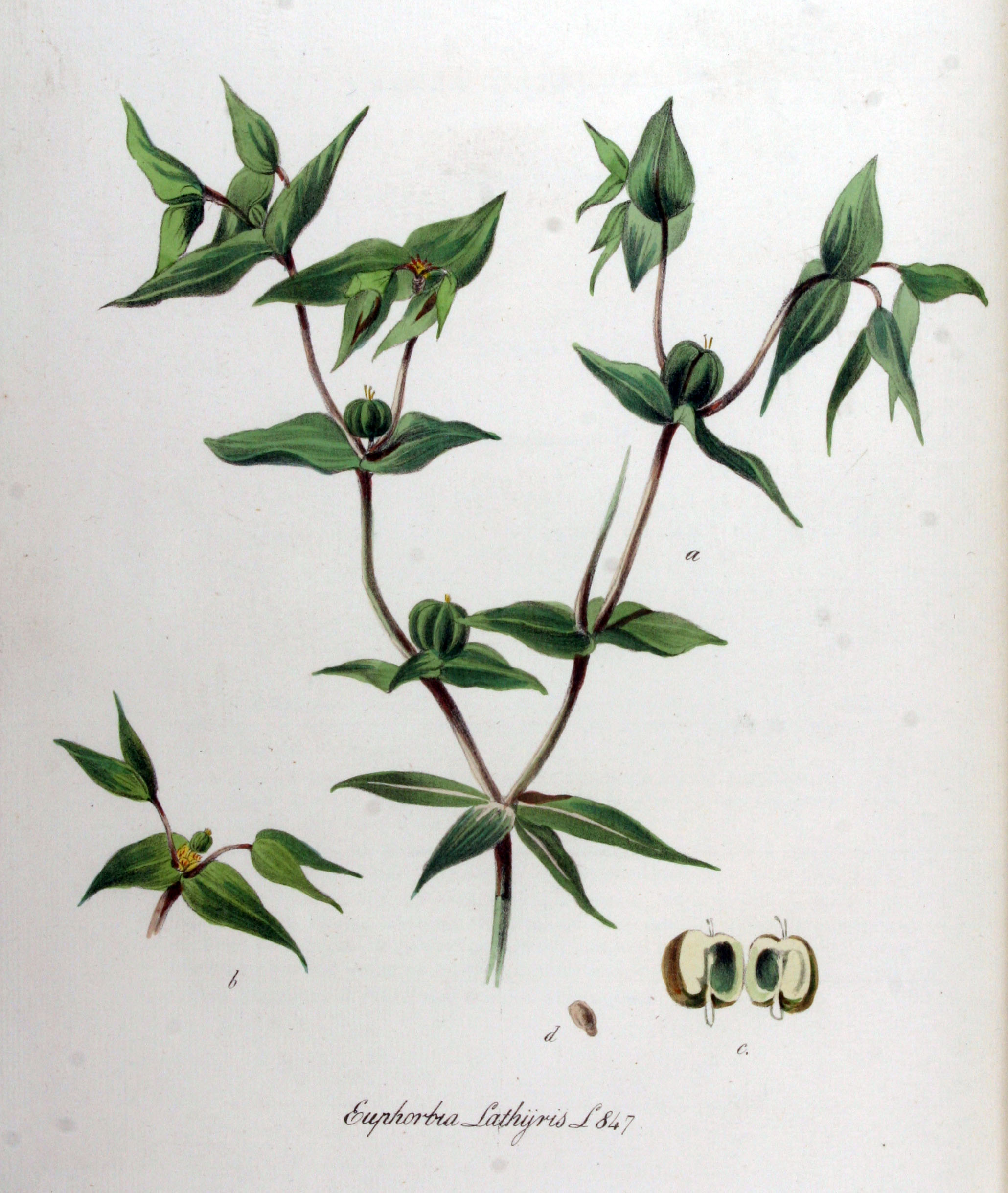
Ilustración de Flora Bavara

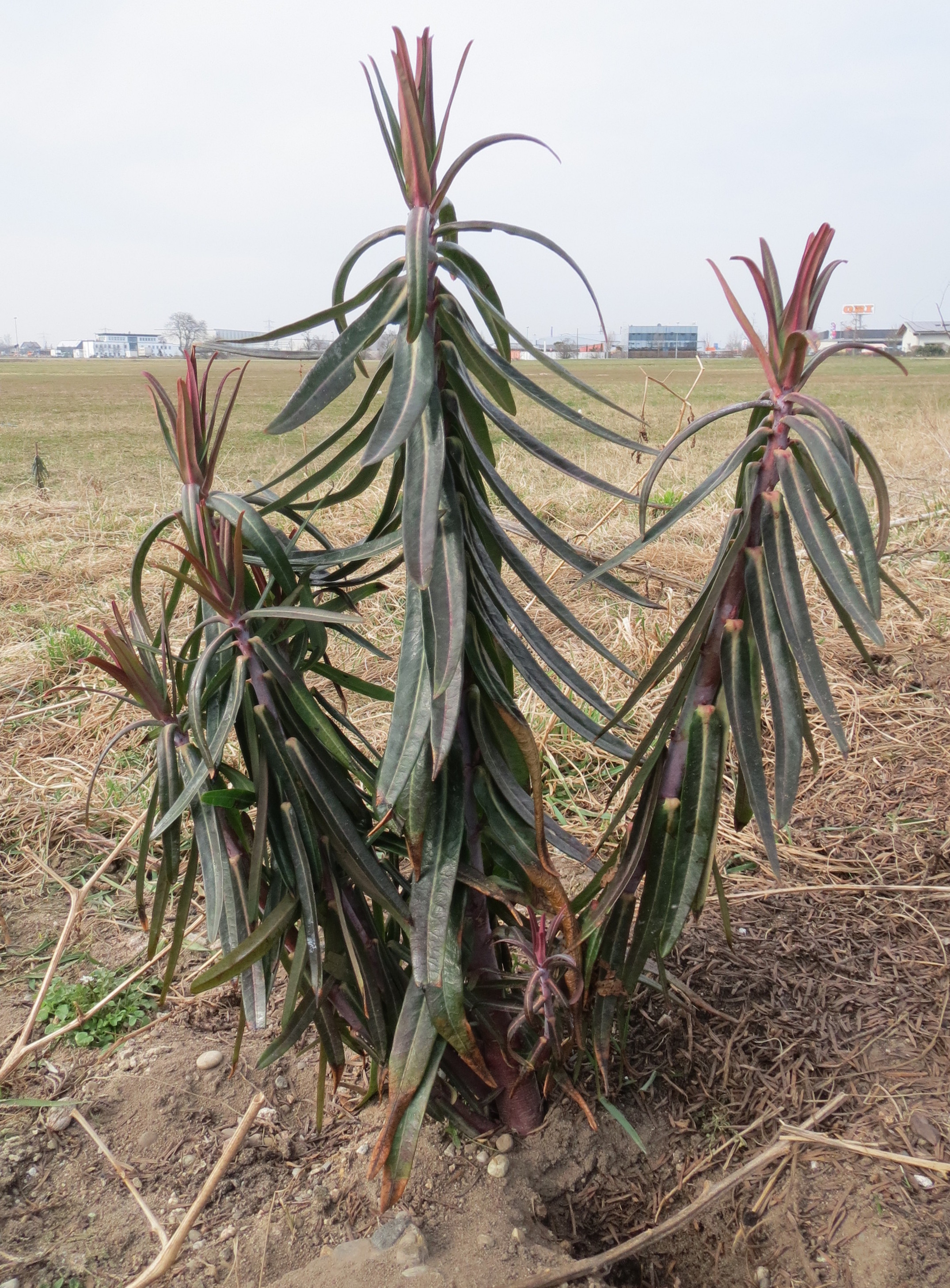
Vista de la planta

El tártago (Euphorbia lathyris) es una planta de cuyas semillas se extrae un aceite que puede ser utilizado en numerosísimas aplicaciones industriales. Los tres mayores productores son India, China y Brasil.

## Distribución geográfica
Es una planta, posiblemente originaria de la India o de África, que se encuentra distribuida en diversos países del mundo. Se adapta fácilmente a diferentes ambientes, debido a su gran rusticidad y resistencia a la sequía. Pertenece a la familia de las Euforbiáceas, la misma de la yuca. El tártago es cultivado en distintos puntos del planeta.

## Descripción
Es una planta herbácea perenne que crece hasta una altura de entre 30 y 90 cm. 
El tallo puede llegar a los 2 cm de diámetro. Las hojas no tienen pecíolo, de textura lisa y de color verde azulado oscuro. La nervadura central,  de color más pálido, es muy característica. Las hojas  son muy largas y estrechas y pueden llegar a 15 cm de longitud. Hacia la corona, las hojas se vuelven más cortas y toman forma triangular.
Las flores  son pequeñas y verdes o verde amarillento, sin pétalos.  Los frutos maduros toman un color marrón o grisáceo y semejan garrapatas.

## Usos
El área sembrada con el ricino (Ricinus communis) en el mundo, planta que también es conocida con el nombre de tártaro -de aquí la confusión con Euphorbia lathyris-, está alrededor de 1,1 millones de hectáreas y los tres principales países productores son responsables de cerca del 96 por ciento de la producción mundial. En América del Sur, Paraguay es un importante productor de tártago, y es responsable de cerca del 1 por ciento de la producción mundial. Esta elevada producción del ricino (Ricinus communis) se debe a que esta otra planta tiene más de 50 aplicaciones industriales.[cita requerida]

## Propiedades
Como otras plantas similares del género Euphorbia la cagamuja produce una resina blanca o látex muy tóxico.
El nombre de la cagamuja proviene de las propiedades violentamente laxantes de esta "leche". Las cabras comen esta hoja y no parecen afectadas por el veneno, sin embargo la toxina de esta planta se puede transmitir mediante la leche de cabra.[cita requerida]
Se ha demostrado que plantar esta especie es un remedio efectivo contra los topos, que prefieren vivir lejos de las raíces tóxicas de esta planta. En inglés recibe también el nombre de "mole plant" (planta del topo) y se vende en tiendas de jardinería como planta ornamental con función práctica.[cita requerida]

## Taxonomía
Euphorbia lathyris fue descrita por Carolus Linnaeus y publicado en Species Plantarum 1: 457. 1753.
Etimología
Euphorbia: nombre genérico que deriva del médico griego del rey Juba II de Mauritania (52 a 50 a. C.-23), Euphorbus, en su honor —o en alusión a su gran vientre— ya que usaba médicamente Euphorbia resinifera. En 1753 Carlos Linneo asignó el nombre a todo el género.
lathyris: epíteto del nombre dado en griego antiguo para el tártago.
Sinonimia
- Tithymalus lathyris (L.) Hill (1768).
- Galarhoeus lathyris (L.) Haw. (1812).
- Keraselma lathyris (L.) Raf. (1838).
- Epurga lathyris (L.) Fourr. (1869).
- Euphorbion lathyrum (L.) St.-Lag. (1880).
- Tithymalus cataputia Garsault (1764), opus utique oppr.
- Euphorbia decussata Salisb. (1796).
- Galarhoeus decussatus (Salisb.) Gray (1821).
- Euphorbia spongiosa Ledeb. ex Schrank (1824).
- Euphorbia lathyris var. minor Hook. & Arn. (1830).[5][6]

## Nombre común
- Castellano: alcanfor, árbol lechero, cagarríos, catapucia menor, grano menor de reyes, granos rateros, hierba topera, higuera del infierno, jalapa, lechetrezna, muja, píldoras de Judas, piñoncillo, piñoncillos, planta de las muelas, ratera, tárgago, tártago, tártagos, tártagos de judas, tártagos de la cruz, tártagos gordos, tártagos horadados, tártagos menudos, tártagos que matan los ratones, yerba topera.[7]
- En Chile se llama contrarrayo.[8]